# Émile Augier

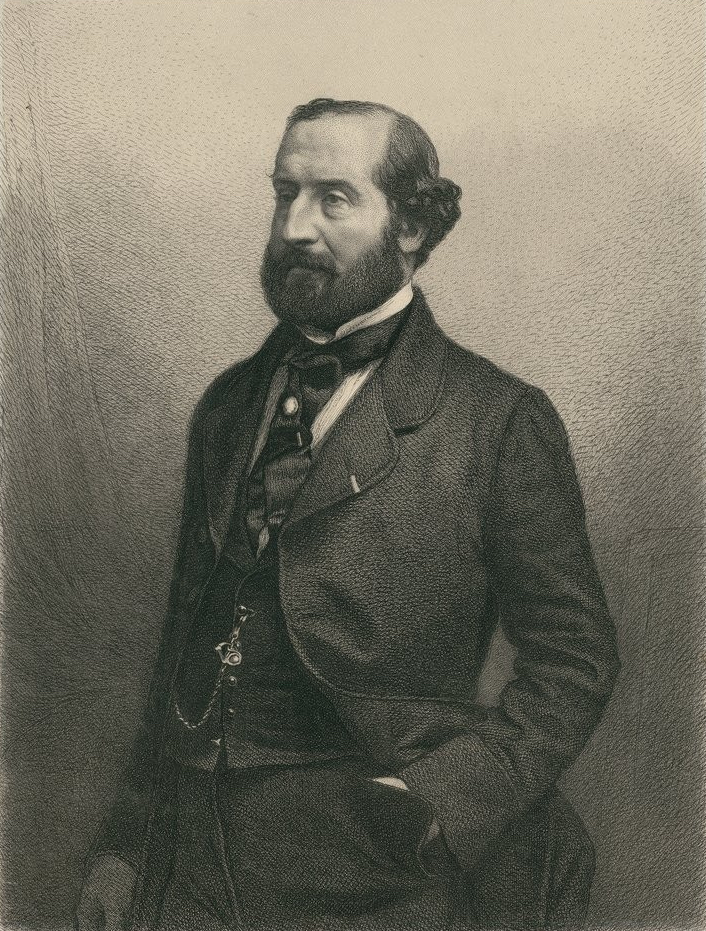
Émile Augier.

Guillaume Victor Émile Augier, född den 17 september 1820 i Valence, död den 25 oktober 1889 i Croissy-sur-Seine, var en fransk dramatiker.

## Biografi
Augier var son till en advokat, dotterson till romanförfattaren Pigault-Lebrun. Han ägnade sig först åt faderns yrke, men lämnade snart detta för dramatiken. Redan 1844 vann han sin första framgång med det versifierade lustspelet La cigué (Giftbägaren, 1861). Augier utgick närmast ur den mot romantikens överdrifter framträdande "l'école du bon sens", vars mästare var François Ponsard. I sitt förstlingsverk rör sig Augier på antik botten, skildrande hur en blaserad ung atenare, som ämnar begå självmord, återvinns åt livet genom en skön slavinnas oegennyttiga kärlek; bakom den antika dräkten dolde sig ett angrepp mot samtidens ungdom. Likaså var den italienska renässansdräkten i L'aventurière (1848) en förklädnad för ett samtidsämne: en kurtisans fåfänga försök att inträda i normala familjeförhållanden. Sin första stora seger vann Augier genom en samtidsskildring, Gabrielle (1849, uppförd i Sverige 1852), där han gentemot romantikens förhärligande av den skranklösa passionen söker poetisera "vardagsprosan" i den borgerliga moralen och skildrar en hederlig, men något torr, äkta mans seger över älskaren. Stycket, vars slutreplik "O père de famille, o poète, je t'aime!" hälsades med jubel av publiken, erhöll av Franska akademien monthyonska dygdepriset men stämplades till gengäld av den romantiska kritiken såsom kälkborgerligt. 
Augier skrev därefter ett historisk-romantiskt skådespel för Rachel, Diane (1852, uppförd i Sverige 1853), som gjorde föga lycka, samt en komedi, Philiberte (1853), som varierar den gamla sägnen om Askungen - en ung flicka vars väsen utvecklas då hon upptäcker sig vara älskad; kanske det stycke i vilket Augier är mest skald. Därmed avslutades den första perioden av Augiers författarverksamhet, och han övergick till den framställningsform som bättre motsvarade det realistiska ämnesvalet, prosan, i det han bröt med den ponsardska skolans användande av versen för ämnen ur vardagslivet. Han blev nu den franska sedekomediens främste målsman under 1800-talet.
Efter La pierre de touche (1853, Pröfvostenen, uppförd 1856), som behandlar guldets frestelser och förbannelser, följde 1854 den betydande komedien Le gendre de M. Poirier (Klädeshandlaren och hans måg, uppförd 1855), där Augier med begagnande av motiv ur en roman av Jules Sandeau skänker en förträfflig sedemålning från seklets mitt, då mot varandra bröt sig bördens och penningens adel, här förkroppsligade i den onyttige markisen som trotsar på sina anor, och hans svärfar, den dryge uppkomlingen, som trotsar på sin rikedom, två mästerligt givna typer, framför allt den senare. I Ceinture dorée (1855, Millionärens dotter, uppförd 1856) påvisar han den ohederligt förvärvade förmögenhetens förbannelse för familjen. Mariage d'Olympe (1855) upptar frågan om demimonde-damens förhållande till det ordnade samhället, skildrande en gift kurtisans "hemlängtan till smutsen"; stycket var en gensaga mot det sentimentala svärmeriet för "kameliadamerna". I Les lionnes pauvres (1858) behandlas den fala kärleken såsom drivfjäder för äktenskapsbrottet.
Vid 1860-talets början skapar Augier några sociala skådespel av framträdande tendens och stor samhällelig betydelse: de båda samhörande komedierna: Les effrontés (1861, "Moderna vinglare", uppförd 1861) och Le fils de Giboyer (1862, "Giboyers son", uppförd 1862), genom vilka han visar sig värd hedersnamnet "Molières arvtagare". Under det att han i det förra stycket med ädel harm angriper den epidemiska penningfebern, spekulationsraseriet utan heder och den därmed sammanbundna fala pressen, gäller angreppet i det senare stycket närmast de klerikala, det aristokratiska hyckleriet och ett finare kokottregemente. En gemensam typ i båda skådespelen är den geniale bohemen, skandalskrivaren Giboyer, vars offentliga ärelöshet kontrasterar mot hans enskilda dygder som uppoffrande son och fader, en värdig efterföljare till sådana franska komedityper som Tartuffe och Figaro. Angreppet mot de klerikala, som inte var utan personlig syftning, besvarades skarpt av Louis Veuillot, den klerikale publicisten ("Le fond de Giboyer"). Efter en bitter karaktärskomedi, Maître Guérin (1864, "Notarien Guérin", 1865), som angriper det under laglighetens mask framträdande lagvrängeriet och den hänsynslösa egoismen, följde två nya sociala komedier, La contagion (1866) och Lions et renards (1869, "Lejon och räfvar", 1875), i vilka börssvindel, kokottregemente och klerikalism åter får kläda skott. 
Kriget inspirerade Augier till Jean de Thommeray (1873), med motiv från en roman av Sandeau, vari krigets väckelse på den blaserade ungdomen skildras. I sina båda sista dramer närmar sig Augier i viss mån Alexandre Dumas den yngres "pièces à thèse" och omger tillika med sympati förhållanden som bryter mot samhällets konventionella moral; så i Madame Caverlet (1876, Fru Caverlet, 1880), där han angriper äktenskapets oupplöslighet, och i den med starkt bifall hälsade dramen Les Fourchambaults (1878, Familjen Fourchambault, 1878), där han tar upp frågan om den illegitime sonens förhållande och låter denne vara sin faders och hans familjs räddare.
Augier, som inte producerade något under sista årtiondet av sitt liv, avled 1889. Jämte Dumas den yngre, kanske även framför denne, är han huvudrepresentanten för 1850-70-talens realistiska skådespelsdiktning i Frankrike. I motsats till den av honom skapade figur, som visar "hemlängtan mot smutsen", vittnar hans dramatik om en längtan till frisk och hälsosam luft (ej sällan uttryckt i ett prisande av landet gentemot staden). Augier når mycket högt i karaktärsteckning och dialog; svagare är händelseutvecklingen i hans dramer, vilken lider av en viss konventionalism. Han är frände till 1600-talets store komediförfattare, och han erhöll också binamnet "den siste gallern". Hans stycken har varit repertoarpjäser även i Tyskland och Norden, inte minst i Sverige, och på samtidens skådespelsdiktning utövade han stort inflytande (märkbart även på Bjørnsons och Ibsens samhällssatirer).